# Зубастая улыбка
«Зубастая улыбка» (пол. Usmiech zebiczny) — короткометражный фильм режиссёра Романа Поланского.

## Сюжет
Спускаясь по лестнице человек случайно заглядывает в окошко. Это окошко ванной и он там видит обнаженную женщину, вытирающую голову полотенцем. Спугнутый вышедшим на лестничную клетку мужчиной, человек отходит от окна, однако быстро возвращается, когда мужчина уходит. Однако его ждёт разочарование — в ванной он видит мужчину, чистящего зубы.

## В ролях
- Никола Тодоров — человек в окне

## Интересные факты
- Это второй фильм Поланского, снятый во время учебы в киношколе в Лодзи.